# Quellhorizonte und Magerrasen am Albtrauf bei Niederhofen
Quellhorizonte und Magerrasen am Albtrauf bei Niederhofen ist ein Naturschutzgebiet mit der Aktennummer NSG-00275 auf dem Gebiet des mittelfränkischen Landkreises Weißenburg-Gunzenhausen. 
Es liegt nördlich von Niederhofen, ca. vier Kilometer östlich von Weißenburg und erstreckt sich halbkreisförmig auf den Südhängen des Schafbergs, eines Nebengipfels des Rohrbergs und des Höhenberges auf einer Höhe von 460 bis 590 m. Mit etwa 44,9 Hektarn Fläche ist das Naturschutzgebiet das zweitgrößte im Landkreis. Es zieht sich über etwa drei Kilometer Länge und durchschnittlich weniger als hundert Meter Breite. Im Jahr 2000 stellte man die ursprünglichen Weideflächen wieder her. Zu den Arten des Gebietes gehören die Trollblume sowie mehrere Grillen- und Schmetterlingsarten. Das Gebiet ist gekennzeichnet durch Magerrasen, Hecken, kleinparzellierte Felder, Altgrasranken, Laubwälder und mehrere Quellaustritte sowie Niedermoore. Es wurde am 2. Juli 1986 als Naturschutzgebiet ausgewiesen. Geologisch liegt es auf Eisensandstein, Opalinuston und Malmkalk.